# Esclusa

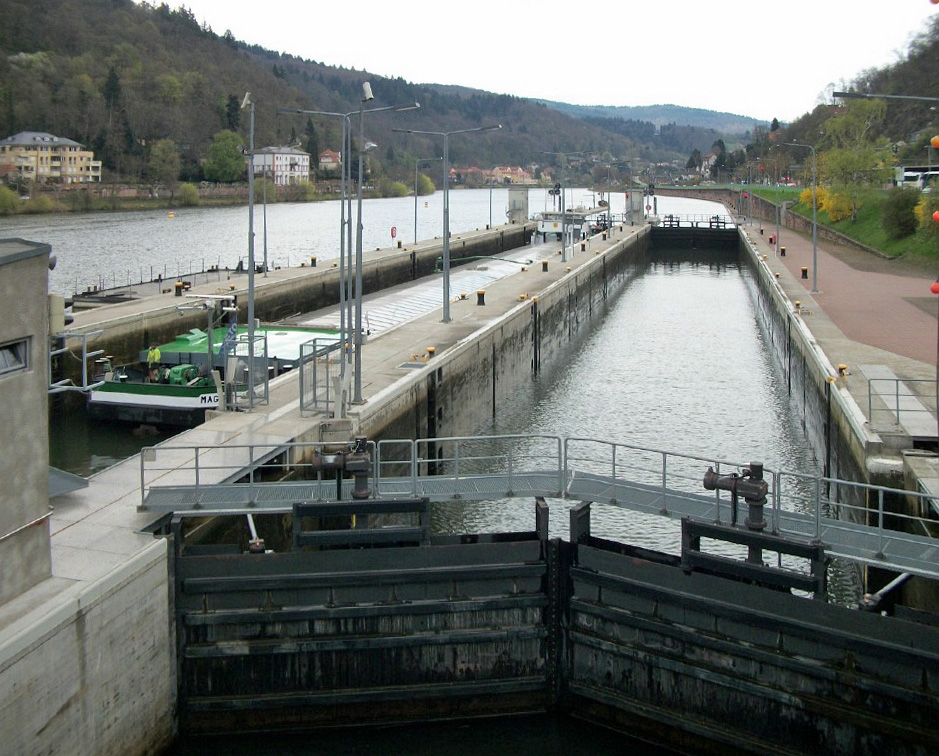
Esclusa en el río Neckar en Heidelberg, Alemania

Una esclusa es una obra hidráulica utilizada para subir y bajar barcos y otras embarcaciones entre extensiones de agua de diferentes niveles en vías fluviales y canales. Permite salvar los desniveles existentes en canales navegables, facilitando el paso de los barcos, simplemente, haciendo aumentar o disminuir el nivel del agua dentro de la esclusa, por el principio de los vasos comunicantes. Sus compartimentos pueden formar parte de las estructuras complementarias de una presa, cuando esta se construye sobre ríos navegables.
La característica distintiva de una esclusa es una cámara fija en la que se puede variar el nivel del agua; mientras que en una esclusa de cajón, en un elevador de barcos o en un plano inclinado de un canal, es la propia cámara (normalmente entonces llamada cajón ) la que sube y baja.

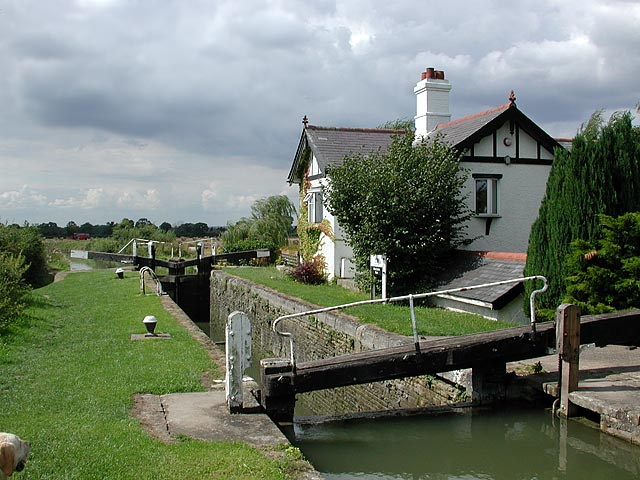
Esclusa del canal y cabaña del guardián de la esclusa en el brazo Aylesbury del Grand Union Canal en Marsworth en Hertfordshire, Inglaterra

Las esclusas se emplean para hacer que un río sea más fácilmente navegable o para permitir que un canal atraviese terrenos que no están nivelados. Los canales más modernos se sirven de esclusas grandes para permitir tomar una ruta más directa.

## Historia

### Esclusa simple

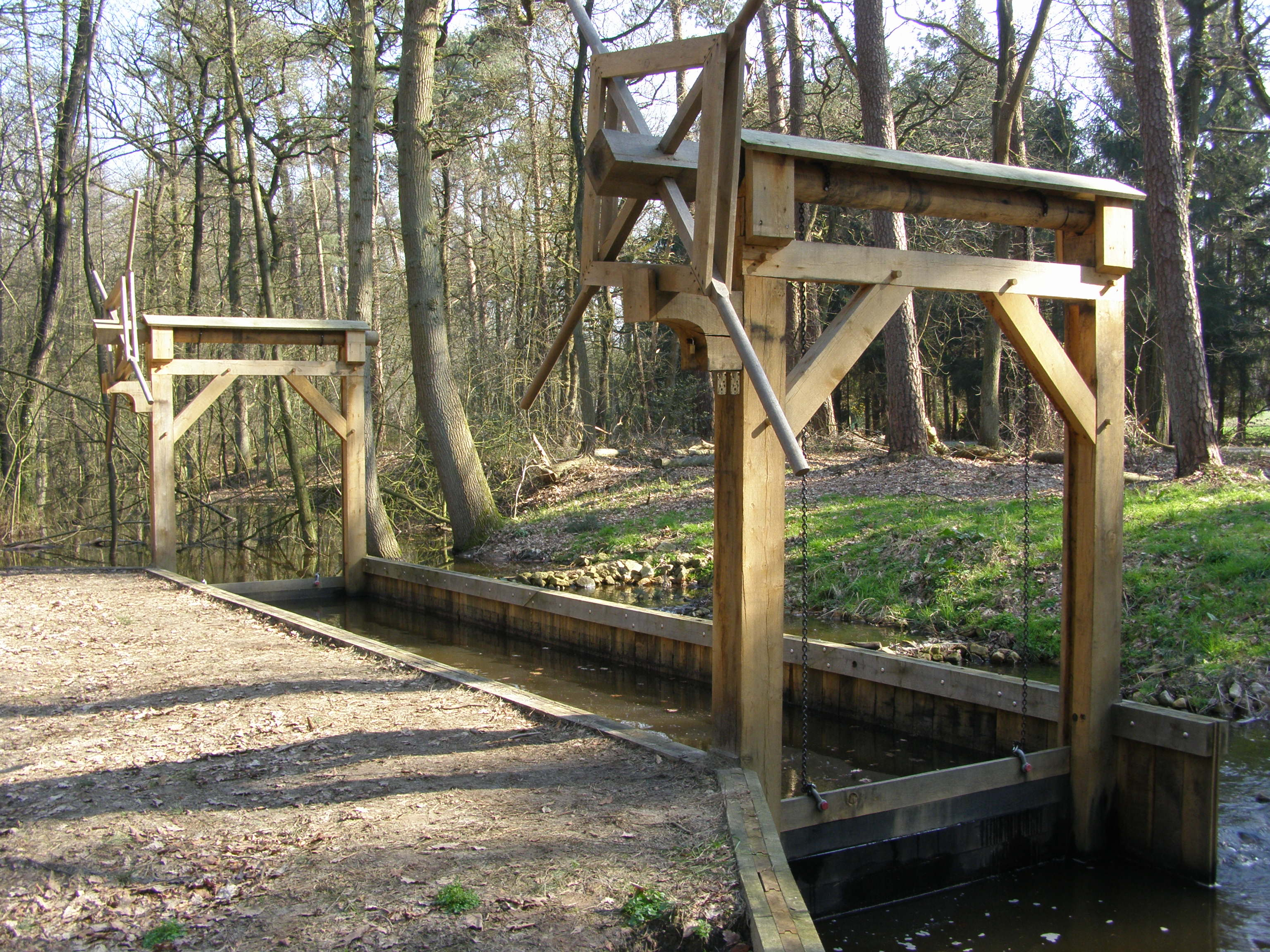
Antigua esclusa de río, parque acuático Lankheet, Países Bajos

La estructura natural de la esclusa era tener una puerta superior (o un par de puertas) para formar una "cámara" intermedia, que era todo lo que necesitaba vaciarse cuando pasaba un barco. Este tipo de esclusa, llamada esclusa simple, era conocida en la China imperial y en la antigua Europa y fue utilizada por los ingenieros griegos en el Canal de los Faraones bajo Ptolomeo II (284 a 246 a. C.), cuando los ingenieros resolvieron el problema de superar la diferencia de altura mediante esclusas del canal.
Las esclusas se usaron por primera vez en la China medieval durante la dinastía Song (960-1279 d. C.). Songshi o Historia de la dinastía Song, volumen 307, biografía 66, registra cómo Qiao Weiyue, un administrador fiscal de alto rango, se sintió frustrado por las frecuentes pérdidas sufridas cuando sus barcazas de granos naufragaban en el río Oeste cerca de Huai'an en Jiangsu. Descubrió que los soldados en una grada doble habían conspirado con bandidos para destrozar pesadas barcazas imperiales y así poder robar el grano derramado. En 984, Qiao instaló un par de compuertas a doscientos cincuenta pies de distancia, toda la estructura techada como un edificio. Al ubicar dos puertas firmes tan cerca una de la otra, Qiao había creado un corto tramo de canal, en realidad una esclusa, que se llenaba desde el canal de arriba levantando vigas de madera individuales en la puerta superior y se vaciaba en el canal de abajo bajando vigas de madera en la parte superior. la puerta superior y las que se elevan en la inferior.

### Esclusa con paredes de tierra

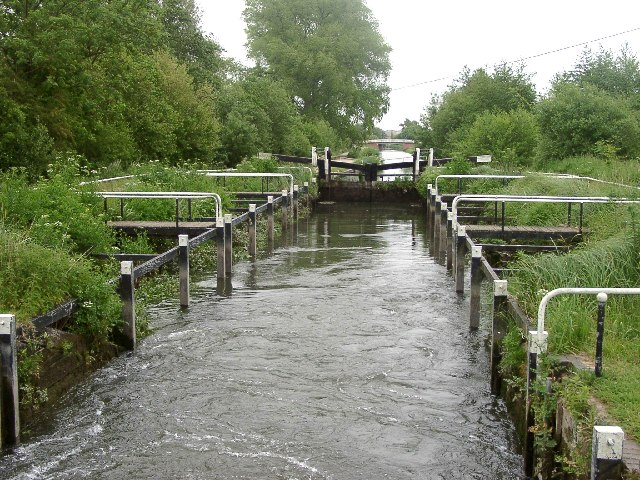
La esclusa Monkey Marsh con paredes de césped en el canal Kennet y Avon en Thatcham

Una esclusa con lados de césped es una forma temprana de diseño de esclusas de canal que utiliza bancos de tierra para formar la cámara de la esclusa, atrayendo pastos y otra vegetación, en lugar de las ahora más familiares y extendidas construcciones de muros de esclusas de ladrillo, piedra u hormigón. Este diseño de esclusa temprana se empleaba con mayor frecuencia en la navegación fluvial a principios del siglo XVIII, antes de la aparición de los canales en Gran Bretaña. Los lados del cerrojo para césped están inclinados, por lo que, cuando está lleno, el cerrojo es bastante ancho. En consecuencia, este tipo de esclusa necesita más agua para funcionar que las esclusas con paredes de ladrillo o piedra de lados verticales. En los canales y vías navegables británicas, la mayoría de las esclusas con paredes de césped han sido reconstruidas posteriormente en ladrillo o piedra, por lo que sólo sobreviven unos pocos buenos ejemplos, como en Garston Lock y Monkey Marsh Lock, en el canal Kennet y Avon.

## Esclusa simple

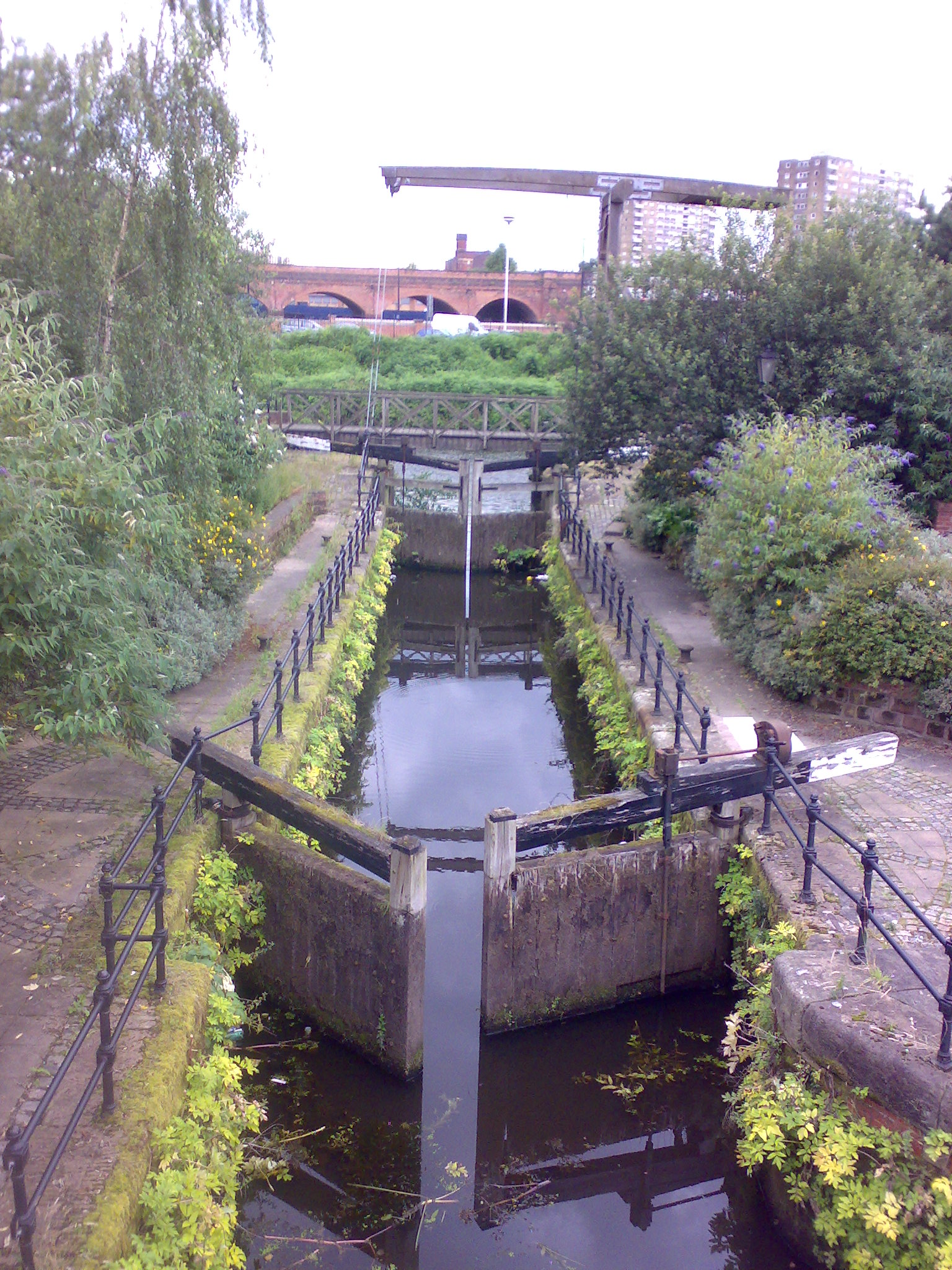
Esclusa simple

La esclusa simple es el tipo más usado en canales y ríos en la actualidad. Una esclusa simple tiene una cámara con compuertas en ambos extremos que controlan el nivel de agua en el interior. Por el contrario, un diseño anterior con una sola puerta se conocía como esclusa tipo azud.

Las esclusas simples se utilizaron por primera vez en China durante la dinastía Song (960-1279 d. C.), y fueron iniciadas por el político e ingeniero naval Song Qiao Weiyue en 984. Reemplazaron las gradas dobles anteriores que habían causado problemas y son mencionadas por el erudito chino Shen Kuo (1031-1095) en su libro Dream Pool Essays (publicado en 1088), y descritas completamente en el texto histórico chino Song Shi (compilado en 1345):
La distancia entre las dos esclusas era de algo más de cincuenta pasos, y todo el espacio estaba cubierto por un gran techo a modo de cobertizo. Las puertas eran "puertas colgantes": cuando se cerraban, el agua se acumulaba como una marea hasta alcanzar el nivel requerido, y llegado el momento, se dejaba luego salir.

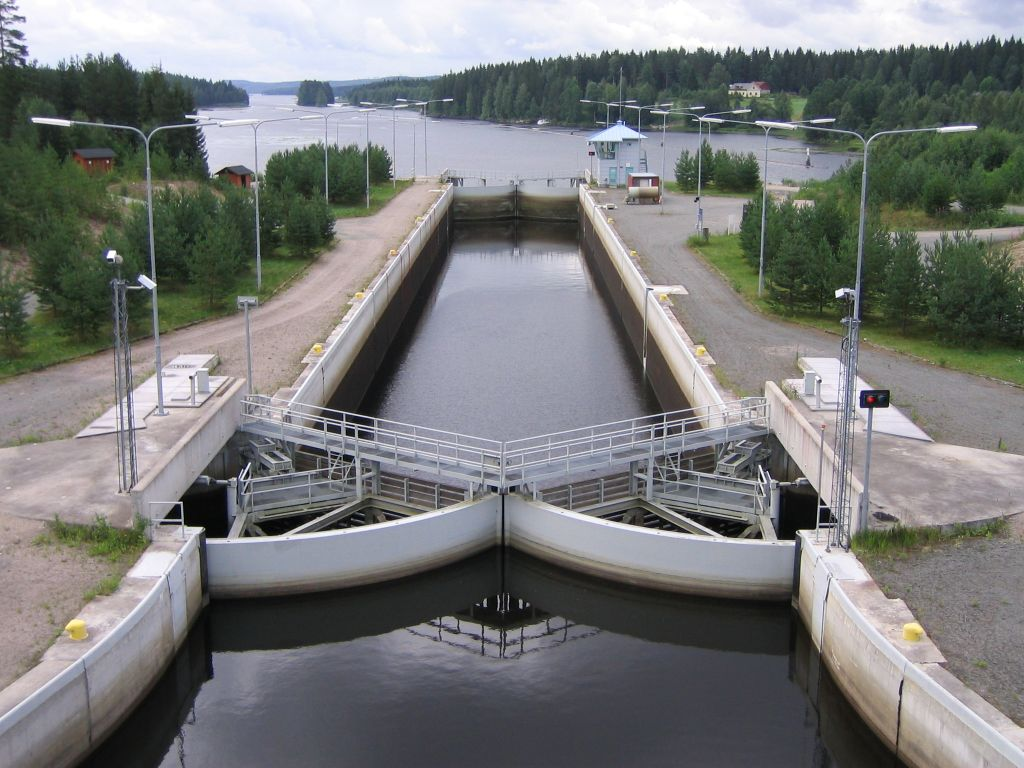
Una esclusa en el canal Keitele- Päijänne en Äänekoski, en el centro de Finlandia

El nivel del agua podría diferir de 4 o 5 pies (1,2 o 1,5 m) en cada esclusa y en el Gran Canal el nivel se elevó de esta manera hasta 138 pies (42,1 m).
En la Europa medieval, en 1373 se construyó una especie de esclusa en Vreeswijk, Países Bajos. Esta esclusa daba servicio a muchos barcos a la vez en un gran pantalán. Sin embargo, la primera esclusa auténtica se construyó en 1396 en Damme, cerca de Brujas, Bélgica. El italiano Bertola da Novate (c. 1410-1475) construyó esclusas de 18 libras en el Naviglio di Bereguardo (parte del sistema de canales de Milán patrocinado por Francesco Sforza ) entre 1452 y 1458.

## Construcción y funcionamiento básico

Plano y vista lateral de una esclusa de canal vacía y genérica. Una cámara de esclusa separada del resto del canal por un par superior y un par inferior de compuertas de mitra. Las compuertas de cada par se cierran entre sí en un ángulo de 18° para aproximarse a un arco contra la presión del agua en el lado "aguas arriba" de las compuertas cuando el nivel del agua en el lado "aguas abajo" es más bajo.

| Para un barco que va río arriba: | Para un barco que va río arriba:              | </img> | Para un barco que va río abajo: | Para un barco que va río abajo:                   |
| 1–2.                             | El barco entra en la esclusa.                 | </img> | 8–9.                            | El barco entra en la esclusa.                     |
| 3.                               | Las puertas inferiores están cerradas.        | </img> | 10.                             | Las puertas superiores están cerradas.            |
| 4–5.                             | La esclusa se llena con agua de aguas arriba. | </img> | 11–12.                          | La esclusa se vacía drenando el agua aguas abajo. |
| 6.                               | Las puertas superiores están abiertas.        | </img> | 13.                             | Se abren las puertas inferiores.                  |
| 7.                               | El barco sale de la esclusa.                  | </img> | 14.                             | El barco sale de la esclusa.                      |

### Elementos

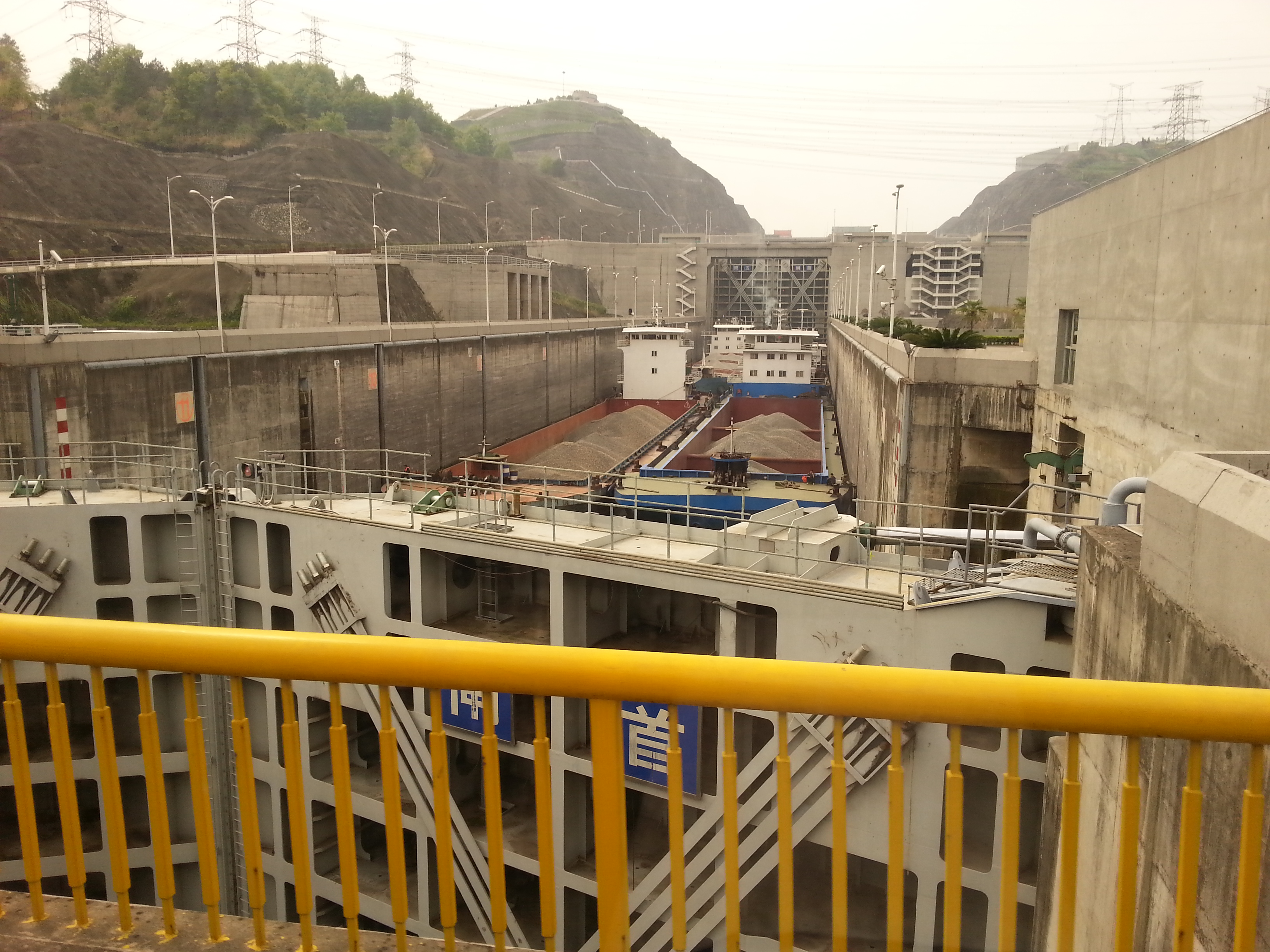
Esclusa de la presa de las Tres Gargantas cerca de Yichang en el río Yangtze, China

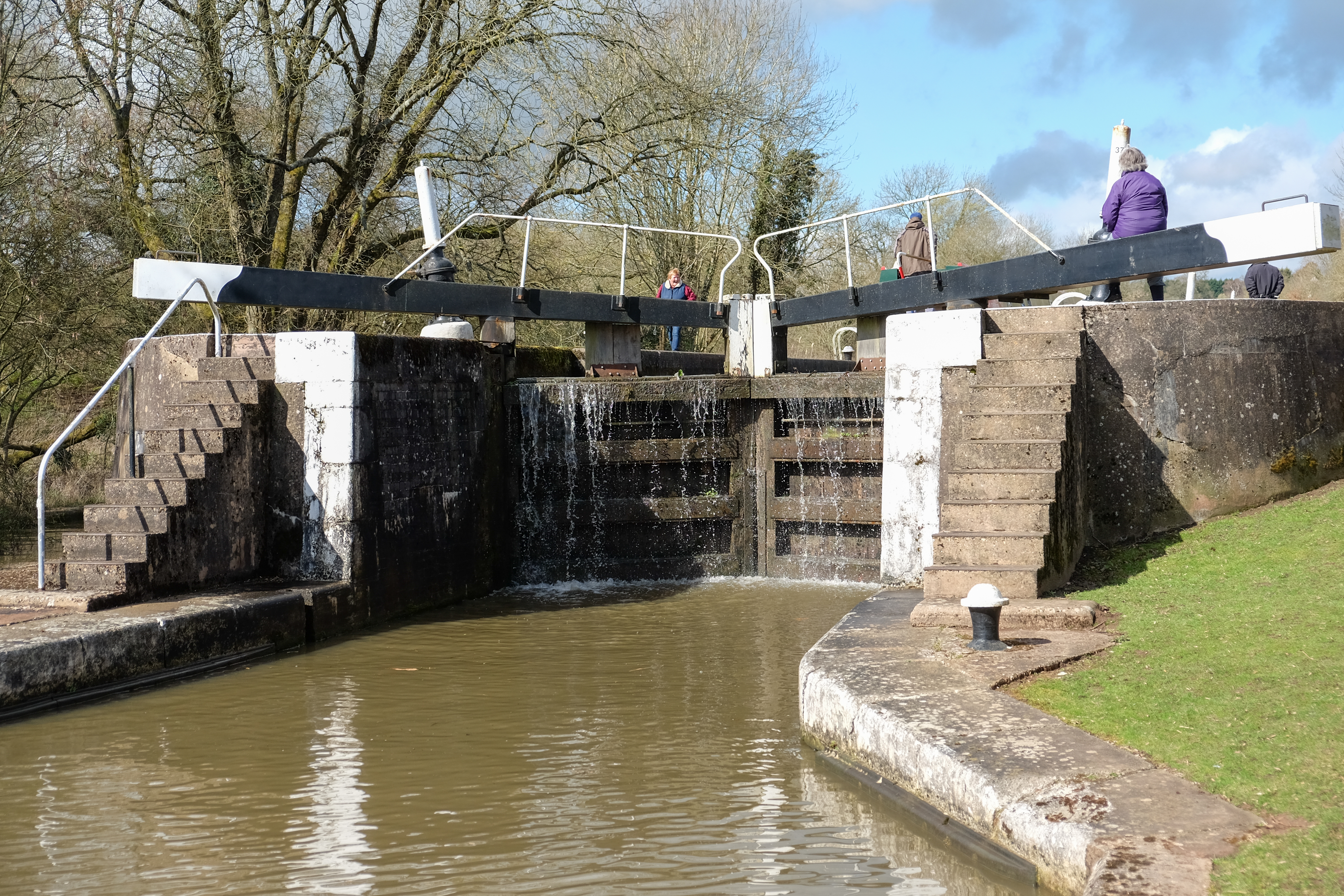
Una puerta en el vuelo de Hatton en Inglaterra

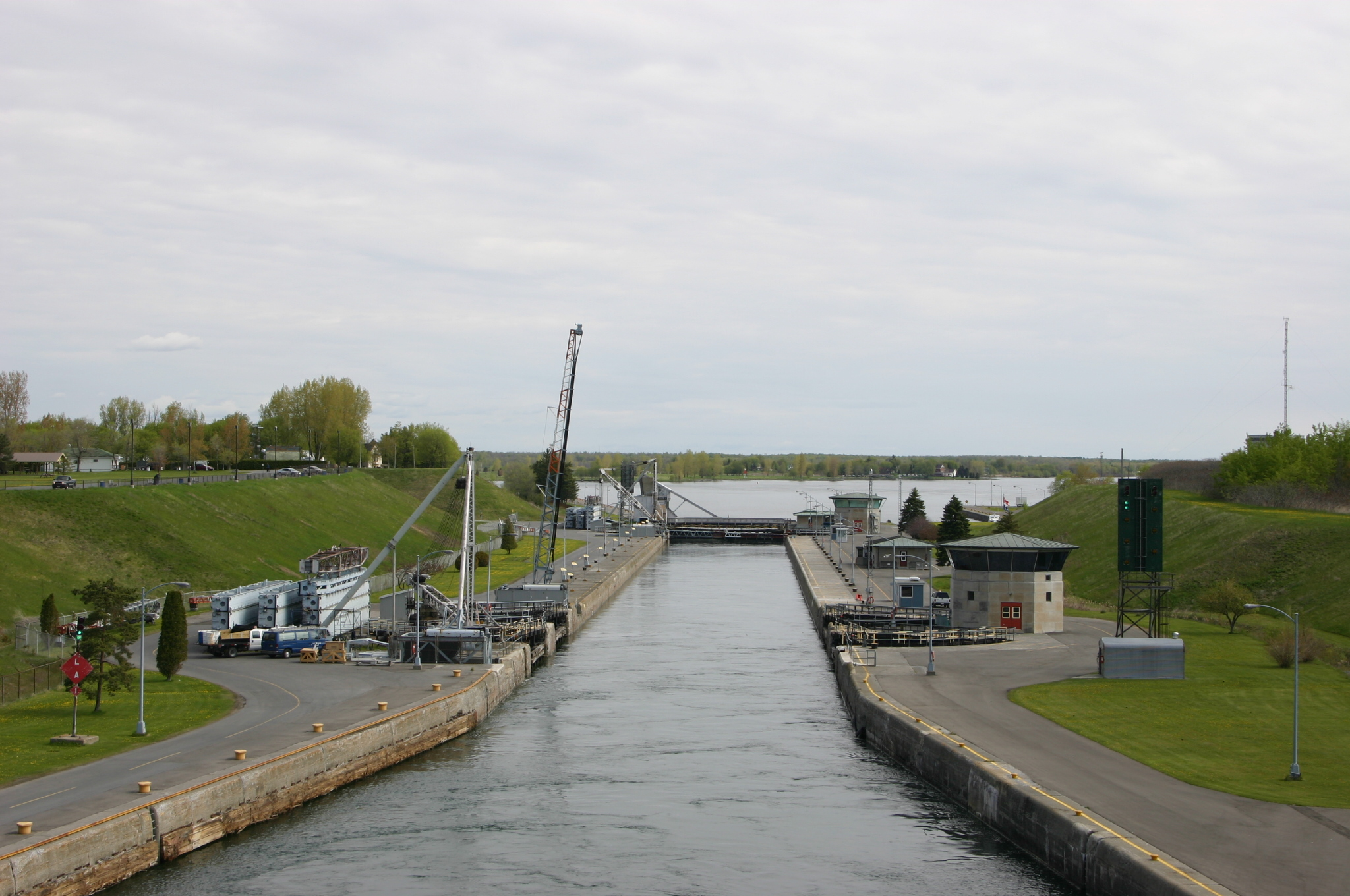
Esclusa iroquesa en la vía marítima de San Lorenzo

Las esclusas simples tienen tres elementos:
- Una cámara estanca que conecta los canales superior e inferior, lo suficientemente grande como para encerrar uno o más barcos. La posición de la cámara es fija, pero su nivel de agua puede variar.
- Una puerta (a menudo un par de medias puertas "apuntantes") en cada extremo de la cámara. Se abre una puerta para permitir que un barco entre o salga de la cámara; cuando está cerrada, la puerta es estanca.
- Un juego de engranajes de esclusa para vaciar o llenar la cámara según sea necesario. Suele ser una válvula simple (tradicionalmente, un panel plano (paleta) que se levanta manualmente girando un mecanismo de piñón y cremallera) que permite que el agua drene dentro o fuera de la cámara; las esclusas más grandes pueden utilizar bombas.

El principio de funcionamiento de una esclusa es sencillo. Por ejemplo, si un barco que navega río abajo encuentra la esclusa ya llena de agua:
- Se abren las puertas de entrada y el barco entra.
- Se cierran las puertas de entrada
- Se abre una válvula que baja el barco drenando el agua de la cámara.
- Se abren las puertas de salida y el barco sale.

Si la esclusa estuviera vacía, el barco habría tenido que esperar de 5 a 10 minutos mientras se llenaba la esclusa. Para un barco que navega río arriba, el proceso se invierte; el barco entra en la esclusa vacía y luego la cámara se llena abriendo una válvula que permite que el agua entre en la cámara desde el nivel superior. La operación completa suele tardar entre 10 y 20 minutos, dependiendo del tamaño de la esclusa y de si el agua de la esclusa estaba originalmente ajustada al nivel del barco.
Los navegantes que se acercan a una esclusa normalmente se alegran de encontrar otro barco que se acerca a ellos, porque este barco acaba de salir de la esclusa a su nivel y, por lo tanto, pondrá la esclusa a su favor, ahorrando entre 5 y 10 minutos. Sin embargo, esto no es cierto para las esclusas de escaleras, donde es más rápido para los barcos pasar en convoy.

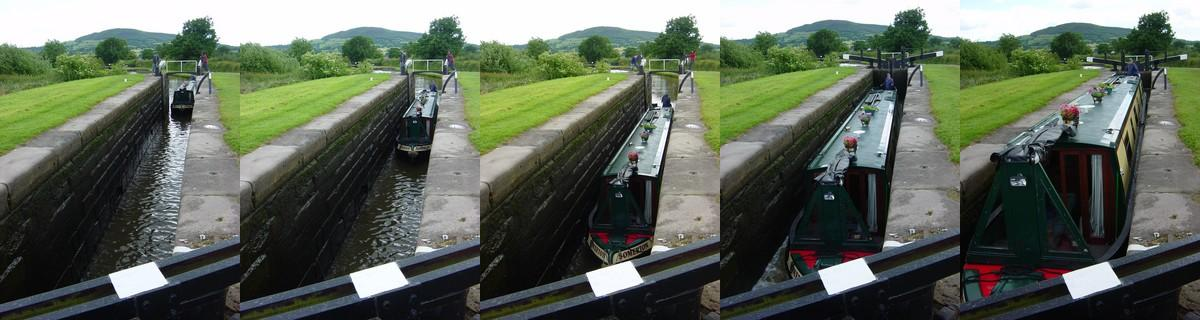
Funcionamiento de una esclusa de canal
1–3. El barco entra en la esclusa 'vacía
4. Las puertas inferiores están cerradas, las paletas inferiores cerradas, las paletas superiores abiertas, la esclusa comienza a llenarse
5. La esclusa se está llenando de agua, elevando el barco al nivel más alto

### Compuertas
Las compuertas son puertas herméticas que sellan la cámara de las libras superiores e inferiores. Cada extremo de la cámara está equipado con una puerta, o un par de medias puertas, hechas de roble u olmo (o ahora, a veces, de acero). La disposición más común, generalmente llamada puertas de mitra, fue inventada por Leonardo da Vinci alrededor de finales del siglo XV.

### Oleaje
El oleaje se produce al abrir repentinamente las válvulas de paleta en las compuertas de las esclusas o al vaciar una esclusa. Para ayudar a los barcos que van río abajo a salir de una esclusa, a veces se abren las paletas para crear un oleaje, lo que ayuda a "sacar" el barco de la esclusa. Un barquero podría pedir un oleaje de espalda, es decir, abrir y cerrar las vávulas unas cuantas veces para crear algunas olas, íque le ayuden a salir de la orilla donde estaba atrapado. Si los barcos encallaban (por estar sobrecargados), a veces pedían a las tripulaciones que pasaban que le dijeran a la esclusa aguas arriba que les diera un oleaje extra fuerte, que consistía en abrir todas las paletas de la compuerta de la esclusa, creando una oleada que afectaba a toda la libra de abajo.
En el canal Erie, algunos barcos cargados necesitaban un oleaje para salir de la esclusa. En particular, los barcos madereros, al ser muy pesados, se escoraban hacia un lado y se atascaban en la esclusa, y necesitaban un oleaje para sacarlos. Algunos escluseros daban un swell a cualquiera para que les ayudara en el camino, pero algunos pedían dinero por el swell.

### Bolardos de detención

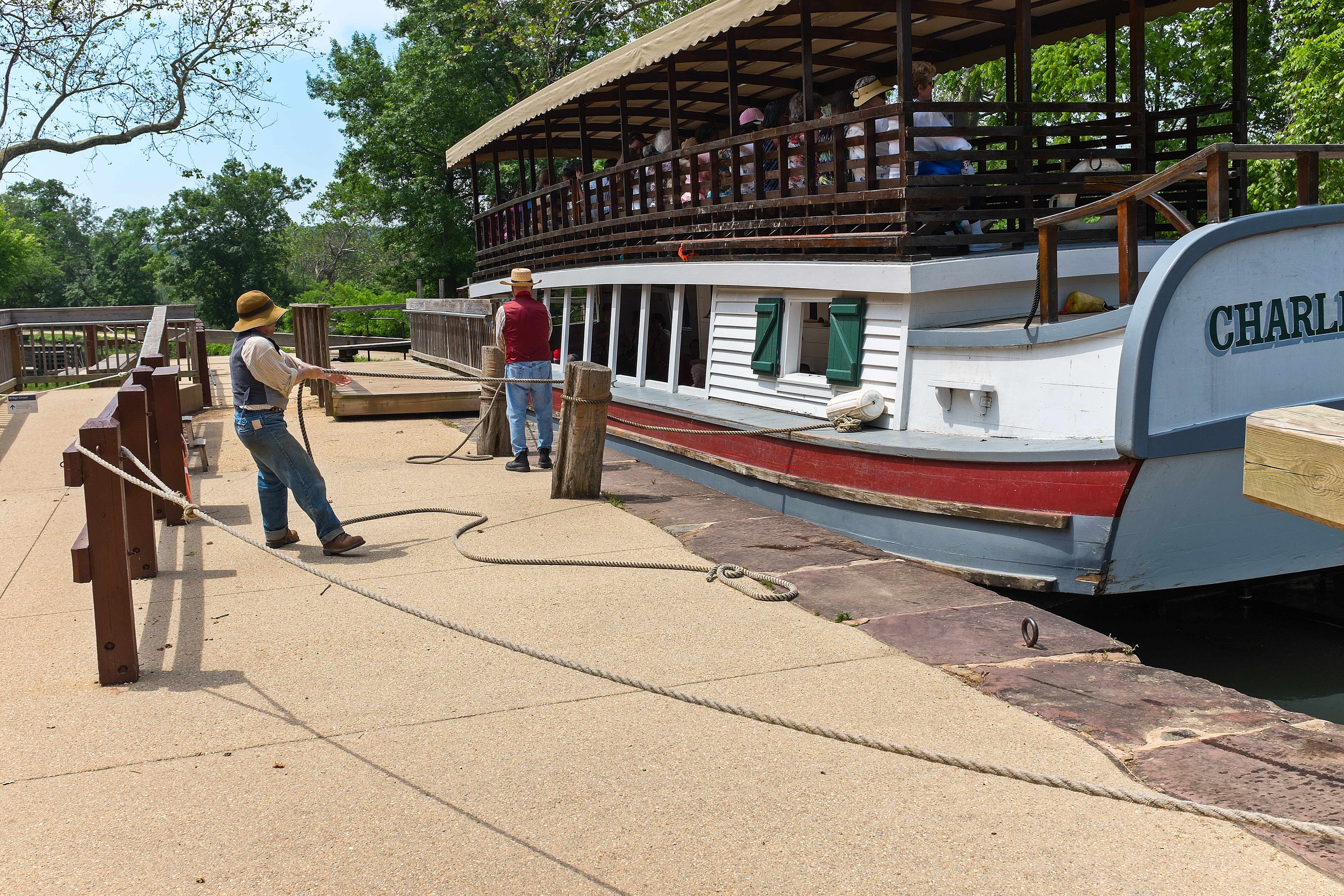
Frenando un barco para evitar que golpee las compuertas río abajo. Véase la cuerda enrollada alrededor del bolardo de detención

En los canales tirados por caballos y mulas, se utilizaban bolardos para frenar o detener un barco en la esclusa. Un barco de 200 toneladas que se desplazara a unos pocos kilómetros por hora podría destruir la compuerta de la esclusa. Para evitar esto, se enrollaba una cuerda alrededor del bolardo cuando el barco entraba en la esclusa. Tirar de la cuerda ralentizaba el barco debido a la fricción de la cuerda contra el bolardo. Una soga2+1/2 de pulgada (6,4 cm) de diámetro y unos 60 pies (18,3 m) de largo se utilizaba normalmente en el Canal Erie para desairar un barco en una esclusa.
Un incidente, que tuvo lugar en junio de 1873 en el canal de Chesapeake y Ohio, involucró al barco Henry C. Flagg y su capitán borracho. Ese barco ya estaba haciendo agua; la tripulación, después de haber bombeado parcialmente el agua, entró en la esclusa 74, moviéndose delante de otro barco. Como no lograron desairar el barco, éste se estrelló contra las compuertas aguas abajo y las derribó. La salida de agua de la esclusa hizo que las compuertas aguas arriba se cerraran de golpe, rompiéndolas también y enviando una cascada de agua sobre el barco, hundiéndolo. Esto suspendió la navegación en el canal durante 48 horas hasta que se pudieran reemplazar las compuertas y sacar el barco de la esclusa.

## Variaciones

### Esclusas compuestas
Para ahorrar, especialmente donde una buena piedra sería prohibitivamente costosa o difícil de obtener, se fabricaron esclusas compuestas, es decir, se construyeron con escombros o piedra de calidad inferior, revistiendo las paredes interiores de la esclusa con madera, para no desgastar los barcos. Esto se hizo, por ejemplo, en el canal de Chesapeake y Ohio con las esclusas cerca del túnel Paw Paw. y también el Canal de Chenango

### Operación motorizada
En los grandes canales modernos, especialmente los muy grandes, como los canales de navegación, las compuertas y paletas son demasiado grandes para ser accionadas manualmente, por lo que se recurre a equipos hidráulicos o eléctricos. En el Canal de Caledonia, las compuertas de las esclusas eran accionadas por cabrestantes manejados por el hombre, uno conectado por cadenas para abrir la compuerta y otro para cerrarla. En 1968, estos habían sido reemplazados por energía hidráulica que actuaba a través de arietes de acero.

### Escaleras para peces
La construcción de esclusas (o presas) en los ríos obstruye el paso de los peces. Algunos peces como las lampreas, la trucha y el salmón suben río arriba para desovar. Para contrarrestar esto, a menudo se toman medidas como una escalera para peces. Las esclusas de navegación también tienen potencial para funcionar como vías de pesca para proporcionar un mayor acceso a una variedad de biota.

## Casos especiales

### Esclusas dobles o gemelas

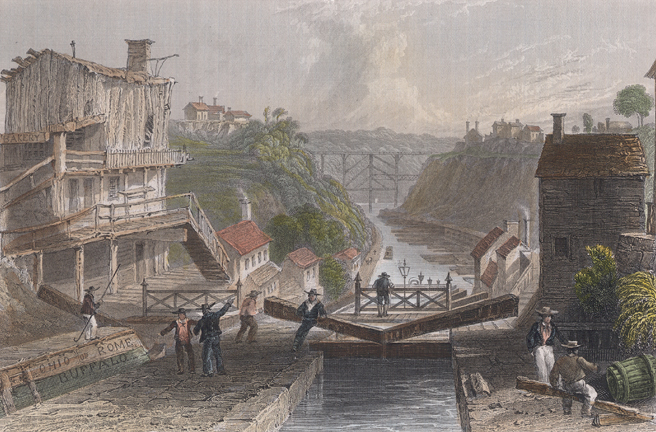
esclusas dobles. La esclusa izquierda tiene un bote, la esclusa derecha (centro del dibujo) está vacía. Esto está en el Canal Erie en Lockport.

Las esclusas se pueden construir una al lado de la otra en el mismo canal. A esto se le llama duplicación, emparejamiento o hermanamiento. El Canal de Panamá tiene tres juegos de esclusas dobles. Duplicar ofrece ventajas en velocidad, evitando atascos en horas punta y aumentando las posibilidades de que un barco encuentre una esclusa a su favor. En este proyecto trabajó la empresa belga SBE Engineering Archivado el 15 de febrero de 2019 en Wayback Machine.. También puede haber ahorro de agua: las esclusas pueden ser de diferentes tamaños, de modo que un barco pequeño no necesita vaciar una esclusa grande; o cada esclusa puede actuar como un estanque lateral (cuenca de ahorro de agua) para la otra. En este último caso, la palabra utilizada suele ser "hermanada": aquí se indica la posibilidad de ahorrar agua sincronizando el funcionamiento de las cámaras para que un poco de agua de la cámara de vaciado ayude a llenar la otra. Esta instalación lleva mucho tiempo retirada en los canales ingleses, aunque a veces se pueden ver equipos de remo en desuso, como en Hillmorton en el canal de Oxford. En otros lugares todavía se utilizan: en 2014 se abrieron un par de esclusas gemelas en el canal Dortmund-Ems, cerca de Münster, Alemania.
La un tiempo famosa esclusa de Lockport, Nueva York, también era un juego de esclusas dobles. Cinco esclusas gemelas permitían a los barcos con rumbo este y oeste subir o descender los 60 pies (18,3 m) de desnivel del Niágara, considerable proeza de ingeniería del siglo XIX. Si bien Lockport tiene hoy dos grandes esclusas de acero, la mitad de la antigua esclusa gemela actúa como un aliviadero de emergencia y aún se puede ver; las compuertas originales se restauraron a principios de 2016.

### Esclusas redondas

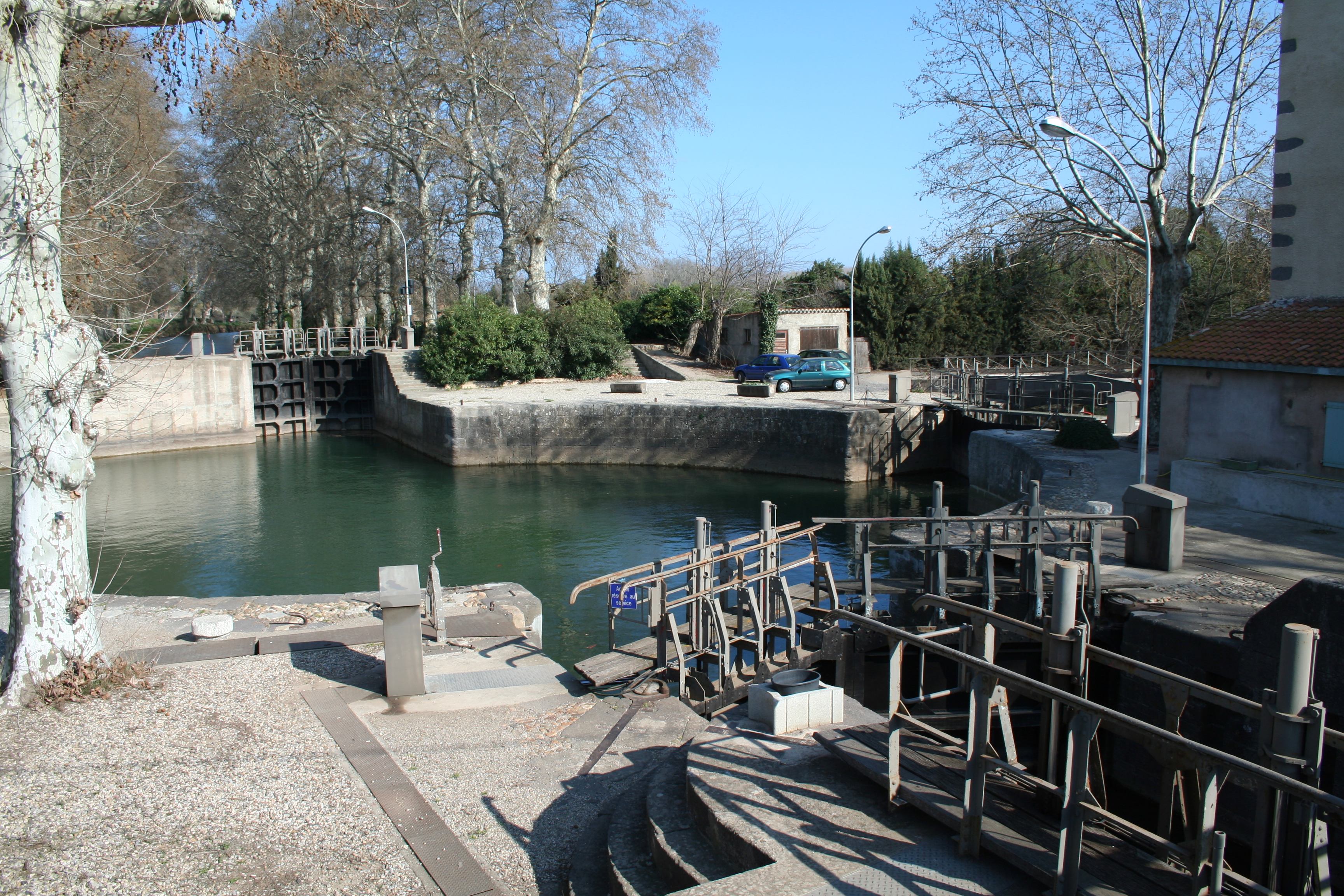
Esclusa redonda en Agde

El ejemplo más conocido de una esclusa redonda de este tipo es la esclusa redonda de Agde en el Canal du Midi en Francia. Sirve como esclusa en la línea principal del canal y permite el acceso al río Hérault.
Se puede encontrar una segunda esclusa circular francesa en Écluse des Lorraines, ahora en desuso, que conecta el Canal lateral al Loira con el río Allier.
Si bien el concepto se ha sugerido en varios casos, el único ejemplo en el mundo de una esclusa que realmente se ha construido es en Dalmuir, en el canal Forth and Clyde, Escocia. Esta esclusa, de tipo cámara única, se incorporó durante la restauración del canal, para permitir la sustitución de un puente giratorio (en una carretera transitada) por un puente fijo, y así responder a las críticas de que la restauración del canal provocaría frecuentes interrupciones del intenso tráfico rodado. Se puede vaciar bombeando, pero como esto consume mucha electricidad, el método utilizado -cuando el suministro de agua es adecuado- es drenar la esclusa hasta un lugar cercano.

### Esclusas gigantes

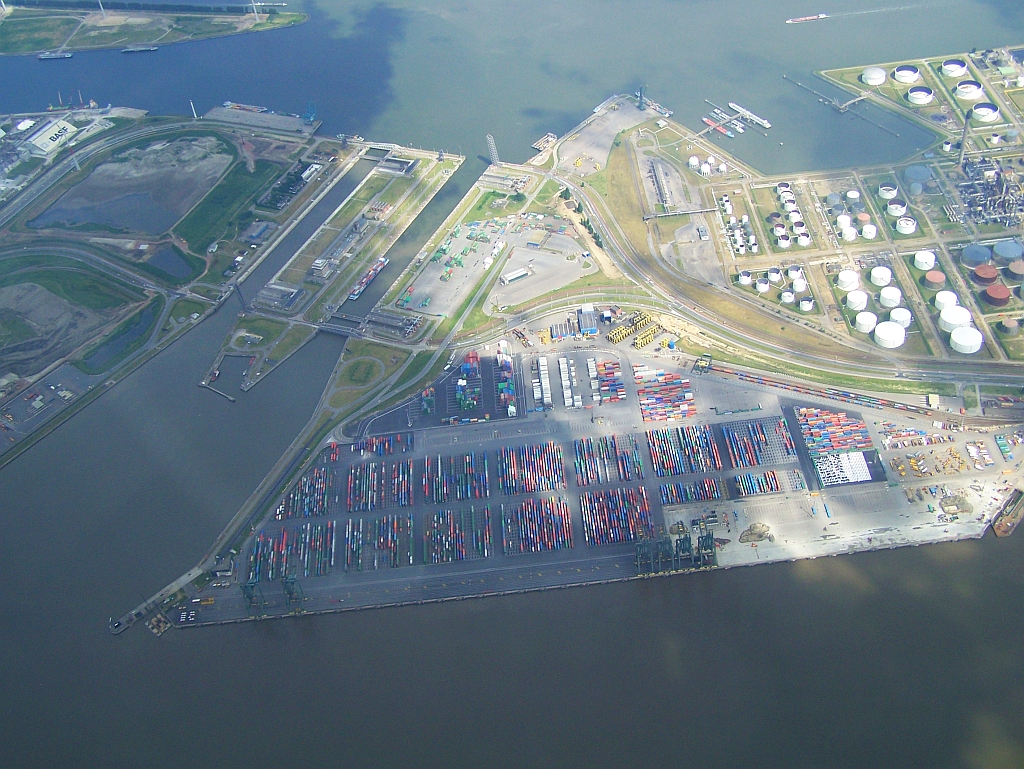
Esclusa Berendrecht (derecha) y Esclusa Zandvliet (izquierda), ubicadas en la entrada al puerto de Amberes (arriba) desde el Escalda (primer plano)

En 2016, la esclusa de Kieldrecht en el puerto de Amberes en Bélgica fue la esclusa más grande del mundo, siendo la segunda la esclusa de Berendrecht en el mismo puerto que todavía conserva el título de ser la de mayor volumen. En 2022, la esclusa marítima de IJmuiden que sirve al puerto de Ámsterdam se convirtió en la esclusa más grande del mundo en dimensiones. La esclusa tiene 500 m (1640,4 pies) de largo, 70 m (229,7 pies) de ancho y tiene puertas correderas con esclusa que crean una profundidad útil de 18 m (19,7 yd). El tamaño de las esclusas no se puede comparar sin considerar la diferencia en el nivel del agua bajo el cual están diseñadas para operar. Por ejemplo, la esclusa de Bollène en el río Ródano tiene una caída de al menos 23 m (25,2 yd), las esclusas de Leerstetten, Eckersmühlen y Hilpoltstein en el canal Rin-Meno-Danubio tienen una caída de 24,67 m (27,0 yd), cada una y la esclusa de Oskemen en el río Irtysh en Kazajistán tiene una caída de 42 m (45,9 yd).

## Uso de agua

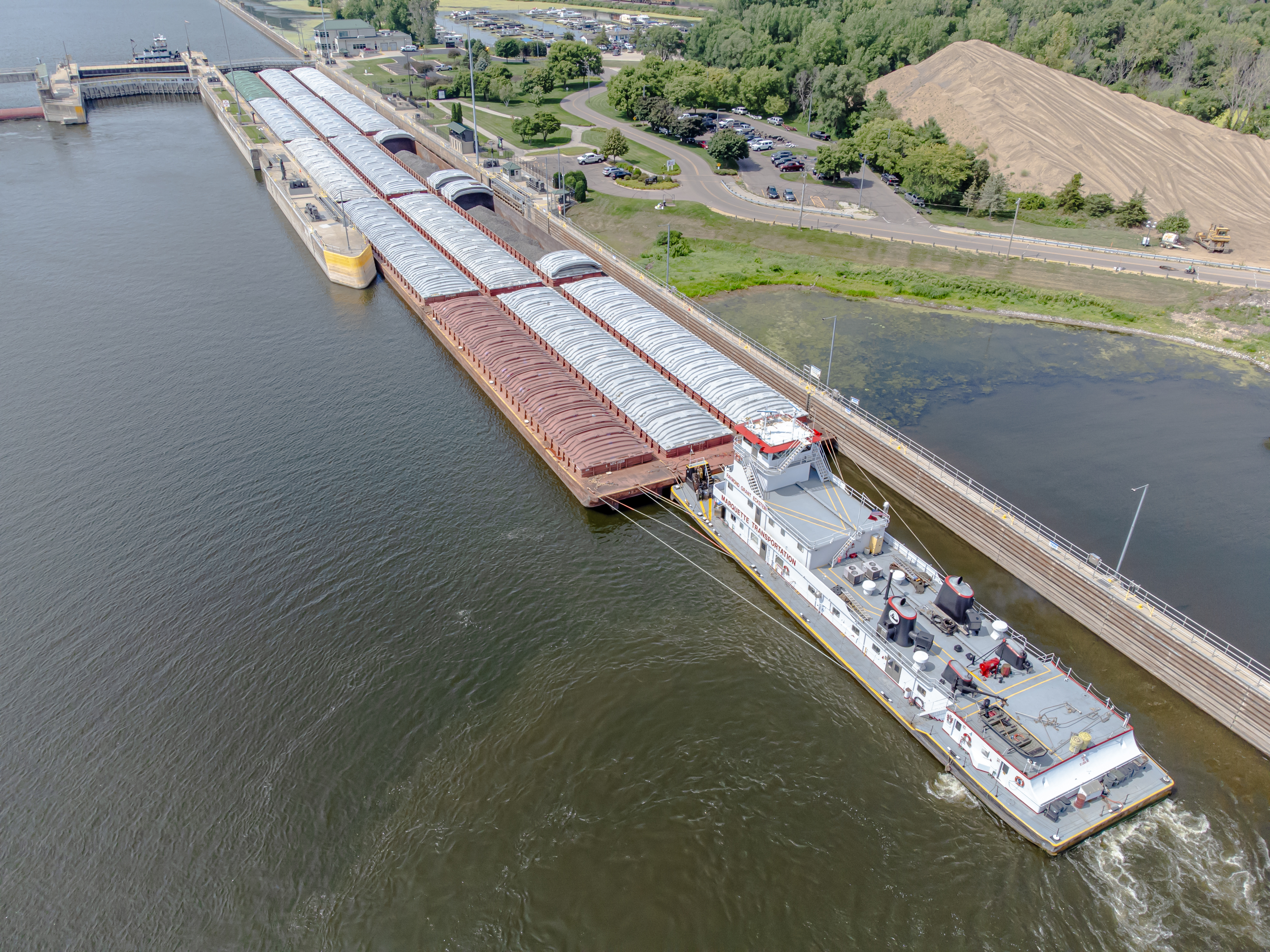
Alto río Mississippi
Esclusa y presa

### Estanques ahorradores de agua
En los canales ingleses, estos estanques se denominan "estanques laterales". El Canal Droitwich, reabierto en 2011, tiene un tramo de tres esclusas en Hanbury, las cuales tienen todas ellas estanques laterales operativos.

## Alternativas

### Plano inclinado
Actualmente no hay planos inclinados para vías navegables en funcionamiento en el Reino Unido, pero se pueden ver los restos de uno famoso en Foxton, en Leicestershire, en el brazo de Leicester del Grand Union Canal. El avión permitió a los barcos de manga ancha evitar el tramo de diez esclusas estrechas, pero la falta de mejoras en el otro extremo del brazo y los altos costos de funcionamiento llevaron a su desaparición temprana. Hay planes para restaurarlo y se ha obtenido cierta financiación.

### Esclusa de cajón

Funcionamiento de la esclusa de cajón

Alrededor de 1800 , Robert Weldon propuso el uso de esclusas de cajón para el canal de carbón de Somerset en Inglaterra. En este ascensor submarino, la cámara tenía 80 pies (24,4 m) de largo y 60 pies (18,3 m) de profundidad y contenía una caja de madera completamente cerrada, lo suficientemente grande como para albergar una barcaza. Esta caja se movió hacia arriba y hacia abajo en los 60 pies (18,3 m) charco de agua profundo. Aparte de las inevitables fugas, el agua nunca salió de la cámara y el uso de la esclusa no desperdició agua. En cambio, el barco entró en la caja y fue sellado por la puerta que se cerró detrás de él, y la caja misma se movió hacia arriba o hacia abajo a través del agua. Cuando la caja estaba en el fondo de la cámara, estaba por debajo de casi 60 pies (18,3 m) de agua – a una presión de three cajero automático  , en total. Una de estas "esclusas" fue construida y mostrada al Príncipe Regente (más tarde Jorge IV ), pero tuvo varios problemas de ingeniería y el diseño no se puso en uso en el Canal del Carbón.

### Elevación hidroneumática
Posiblemente inspirado en la esclusa de cajón de Weldon, William Congreve patentó en 1813 una "esclusa de doble equilibrio hidroneumática" en la que dos esclusas adyacentes que contenían cajones neumáticos podían subir y bajar en contrapeso mediante el movimiento del aire comprimido de un cajón al otro. Aproximadamente en 1817, la Regents Canal Company construyó una de estas esclusas en el lugar de la actual Camden Lock, al norte de Londres. Aquí la motivación fue, nuevamente, los problemas de suministro de agua. La empresa insistió en varias modificaciones al diseño de Congreve; la instalación resultante resultó insatisfactoria y pronto fue reemplazada por esclusas convencionales.